# Ameya Anilkumar
Ameya Anilkumar (née le 5 janvier 2018), créditée professionnellement sous le nom de Baby Ameya, est une enfant actrice indienne qui travaille principalement dans des feuilletons en malayalam. Elle est bien connue pour son rôle de Parukutty dans la sitcom Uppum Mulakum diffusée sur Flowers,.

## Enfance
Ameya est née le 5 janvier 2018 à Prayer près d'Ochira dans le district de Kollam au Kerala. Son père est Anil, un vendeur de légumes et sa mère, Ganga Lakshmi est une femme au foyer,. Elle a une sœur aînée, Anikha et un frère cadet, Aadhav.

## Filmographie

### Télévision
| Année          | Spectacle         | Rôle                                     | Canal       | Remarques                    | Ref. |
| -------------- | ----------------- | ---------------------------------------- | ----------- | ---------------------------- | ---- |
| 2018–2021      | Uppum Mulakum     | Parvathy Balachandran Thampi (Parukutty) | Flowers TV  | Début                        | ,    |
| 2019           | Magie des étoiles | elle-même                                | Flowers TV  | Invité                       | ,    |
| 2019           | Comédie Utsavam   | elle-même                                | Flowers TV  | Invité                       | ,    |
| 2021           | Erivum Puliyum    | Parukutty                                | Zee Keralam | Téléfilm                     | ,    |
| 2021           | Kaliveedu         | Jeune Anou                               | Surya TV    | Caméo                        | ,    |
| 2022           | Erivum Puliyum    | La mignonne                              | Zee Keralam | Redémarrage d' Uppum Mulakum | ,    |
| 2022 – présent | Uppum Mulakum 2   | Parukutty                                | Flowers TV  |                              | ,    |
| 2022           | Star Comedy Magic | Invité                                   | Flowers TV  |                              |      |